# 猜拳
猜拳（又稱猜枚、划拳、搳拳、拇戰、豁戰或酒拳）是在酒席上猜測對方手勢的酒令遊戲。

## 历史
“猜拳”一詞，最早见于明代陆容的《菽园杂记》：“今人以猜拳为藏阄，殷仲堪与桓玄共藏钩，顾恺之取钩，桓遂胜。或言钩弋夫人手拳曲，时人效之，因为此戏。”可见当时“猜”的是手中藏匿的东西，所以古代的猜拳又名“猜枚”、“藏阄”、“藏钩”。陆容认为它起源于汉武帝的宫妃钩弋夫人。钩弋夫人相貌绝色，但双手患有拘挛症，从出生起就紧握两只拳头，任谁也掰不开，入宫后，汉武帝轻轻一拂，钩弋的拳头就伸开来，原来掌心握的是美玉。因此世人也开始流行用手握棋子、钱币、瓜子，或是其他物事，让人猜测，有一猜单双、二猜数目、三猜颜色之说，负者则罚酒。
根据明朝人謝肇淛所著的《五杂俎》寫汉朝有手势令，為九種手勢，「以手掌為虎膺，指節為松根，大指為蹲鴟，食指為鉤戟，中指為玉柱，無名指為潛虬，小指為奇兵，腕為三洛，五指為奇峰」，但不知玩法。在发展过程中，划拳毕竟已成为一个家族，行令的方法也独立为一个体系。“空拳”、“内拳”、“五毒拳”、“五行生克令”、“七星赶月令”、“一月三捷令”等都是这一类。其中最简单也最常见的玩法是，两人相对同时出手，互猜所伸出手指之合计数，猜对者为胜。
其他明朝文獻紀錄，如李日華《六研齋筆記》云：「俗飲，以手指屈伸相搏，謂之豁拳，又名豁指頭。」在明清小說中，也有記載。《紅樓夢》第六十三回寫云：「彼此有了三分酒，便猜拳贏唱小曲兒。」《水滸傳》第一百零九回寫云：「猜拳豁指頭，大碗價吃酒。」
后世所谓藏阄，与藏钩、藏彄一脉相承，都是藏某物令人猜。射覆者，射所覆也。由此可见，射覆从藏钩发展而来并移入酒戏，是毫无疑问的。“猜子令”、“猜花令”、“猜朵”、“渔翁下网令”、“打擂令”、“揭彩令”皆属此类。

## 玩法
最初是把席上的果品或棋子握在拳中，讓人猜測其數目之多寡、單雙或顏色，輸了的要罰酒，是謂猜枚。後來演化成一種猜手指數目的遊戲，是謂豁拳。豁字有張開義，那麼字面上，豁拳就是張手出指的意思。而「划拳」、「搳拳」等都是豁拳的訛寫。
傳統豁拳的方法是：參與的兩個人同時各出一手（一般為右手），靠握緊拳頭或伸出不同數目的手指比出從零到五六種不同的數目，在出手的同時喊出一個口令，對應最小為〇最大為十的一個數。若喊出的口令所代表的數目與兩人所出的手指數的總和相同，即為猜中。若兩人皆猜錯或皆猜中，則視為平手，繼續出拳呼令，直到一方猜中一方猜錯時，決出勝負。猜錯者要罰酒。
現代閩、粵、臺等地流行的財拳（「燒酒拳」、「臺灣拳」等）以及十、十五、二十等，均是傳統豁拳的變體。

## 口令
豁拳所呼的口令皆是一些以數字開頭或跟數字有關的，象徵友誼和討吉利的熟語。各地傳統的呼法大同小異，也有些地區會流行一些新創的口令。下面列出的是流行範圍較廣、年代較久遠的一些口令：
- 0 － 「寶一對」或「不出」、「不伸」、「沒有」
- 1 － 「一心敬」、「一錠金」、「一條龍」、「一夫當關」
- 2 － 「兩廂好」、「哥倆好」、「爺倆好」、「並蒂蓮」、「雙喜臨門」
- 3 － 「三星[高]照」、「三羊開泰」、「三桃園」或「三結義」
- 4 － 「四喜財」、「四季發財」、「四季如意」
- 5 － 「五魁首」、「五經魁」、「五花驄」
- 6 － 「六六六」、「六六[大]順」
- 7 － 「七個巧」、「七巧圖」
- 8 － 「八匹馬」、「八大仙」
- 9 － 「九連環」、「九重天」
- 10 － 「滿堂紅」、「全來了」、「闔家歡」、「十全十美」

## 黑拳
豁拳時所呼的數不能跟手上比出的數相矛盾。比方說，出五個指頭時喊「三星照」、或出一個指頭時喊「八匹馬」，如此一來，對方無論出甚麼數都不可能跟自己所喊的數對上。像這種出指數大於呼數，或小於呼數減五的出法就叫出黑拳（或臭拳）。出黑拳者要判失敗而受罰。

## 規矩

### 中國
一些划拳通行的禮儀和禁忌包括：
- 猜拳時不能直呼數字，而要喊出吉利或友好的口令，這叫做「口彩」。

- 開局時同輩之間一般先呼哥倆好，以示友好；若是隔輩人，則長輩呼爺倆好，晚輩呼一心敬，以示愛護和尊敬。按着這種規矩開拳的，則第一拳都是舉起拇指以做為問候，正式的猜拳從第二拳開始。

手勢上的講究：
- 有所謂「拳拳不離大拇指」，意思是，除了零用握拳，一到五各數的比法都要求有拇指的參與；

- 不能用拇指食指比出倒「八」字形；

- 不能指着對方的臉或身體出拳，因為這樣的姿勢不禮貌；

- 切忌一开局时就出零或五，这是非常不礼貌的；

- 出拳呼令一定要跟對手同時，後出的可能會被判罰；

- 亮拳時手指彎曲或呼口令時口齒不清的也都可能會被判罰。

有些地方還設了一些特殊的規則以保障公平。比如，有些人為了避免在醉酒後神智不清的情況下出黑拳，就一直喊「五魁首」，這樣，手指無論怎麼比都不會犯規，因而有些地區會禁止呼「五魁首」。

## 猜拳種類
- 剪刀、石頭、布
- 石头、剪刀、布、蜥蜴、史巴克
- 野球拳
- 十、十五、二十
- 左一拳右一拳
- 財拳
- 臺灣拳
- 殺豬買豬

## 外部連結
- 猜枚的種類[永久]